# Bơi nghệ thuật tại Đại hội Thể thao châu Á 2014 – Đôi Nữ
Nội dung biểu diễn đôi nữ bộ môn bơi nghệ thuật tại Đại hội Thể thao châu Á 2014 ở Incheon, Hàn Quốc. Nội dung thi đấu này diễn ra vào ngày 20 tháng 9 năm 2014 tại Trung tâm thể thao dưới nước Munhak Park Tae-hwan.

## Lịch thi đấu
Tất cả các giờ đều là Giờ chuẩn Hàn Quốc (UTC+09:00)
| Ngày                         | Giờ   | Nội dung          |
| ---------------------------- | ----- | ----------------- |
| Thứ Bảy, 20 tháng 9 năm 2014 | 10:00 | Technical routine |
| Thứ Bảy, 20 tháng 9 năm 2014 | 15:00 | Free routine      |

## Kết quả
Chú thích
- FR — Dự bị trong nội dung free
- RR — Dự bị trong nội dung technical và free
- TR — Dự bị trong nội dung technical

| Thứ hạng | Đội tuyển                                                                            | Technical | Free    | Tổng cộng |
| -------- | ------------------------------------------------------------------------------------ | --------- | ------- | --------- |
| 1        | Trung Quốc (CHN) · Huang Xuechen · Sun Wenyan · Sun Yijing (RR)                      | 91.1851   | 94.0000 | 185.1851  |
| 2        | Nhật Bản (JPN) · Yukiko Inui · Hikaru Kazumori (RR) · Risako Mitsui                  | 89.6721   | 91.8667 | 181.5388  |
| 3        | Kazakhstan (KAZ) · Alexandra Nemich · Yekaterina Nemich · Amina Yermakhanova (RR)    | 82.4306   | 85.3333 | 167.7639  |
| 4        | CHDCND Triều Tiên (PRK) · Kim Jin-gyong (RR) · Kim Jong-hui · Ri Ji-hyang            | 82.1401   | 83.6333 | 165.7734  |
| 5        | Uzbekistan (UZB) · Yuliya Kim · Anastasiya Ruzmetova · Anastasiya Zdraykovskaya (RR) | 74.8379   | 76.9000 | 151.7379  |
| 6        | Hàn Quốc (KOR) · Gu Seul · Kim Ka-young                                              | 73.6881   | 75.4000 | 149.0881  |
| 7        | Malaysia (MAS) · Katrina Abdul Hadi · Zylane Lee · Tasha Jane Taher Ali (RR)         | 73.4241   | 74.8333 | 148.2574  |
| 8        | Ma Cao (MAC) · Au Ieong Sin Ieng · Kou Chin (RR) · Lo Wai Lam                        | 66.5981   | 69.5667 | 136.1648  |
| 9        | Hồng Kông (HKG) · Nora Cho · Michelle Lau (FR) · Pang Ho Yan (TR)                    | 65.4238   | 68.1333 | 133.5571  |